# Enrico Nassau, Lord Auverquerque

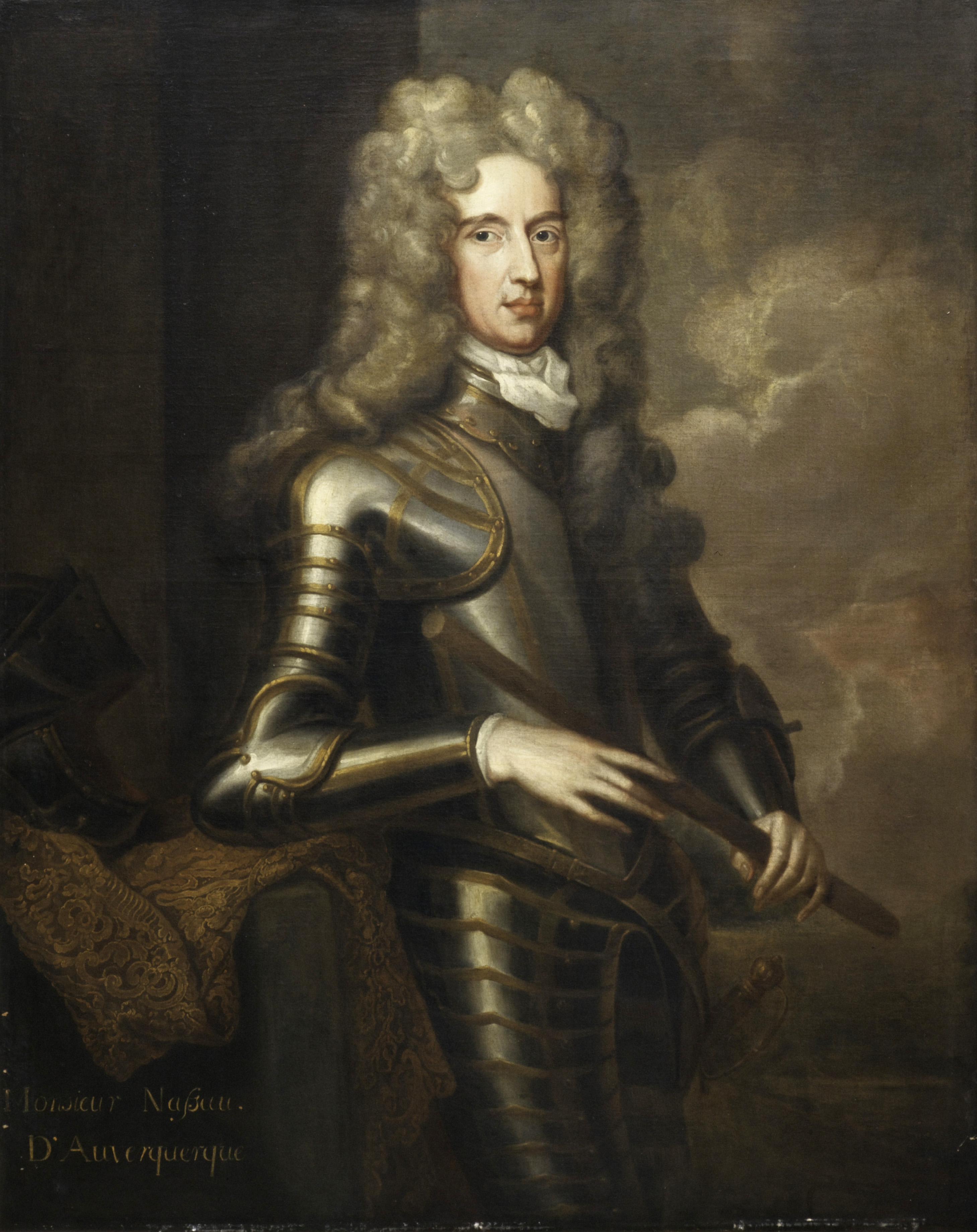
Enrico Nassau, Lord Auverquerque

Enrico Nassau, Lord Auverquerque (olandese: Hendrik van Nassau-Ouwerkerk; francese: Henry de Nassau d'Auverquerque; L'Aia, 1640 – Roeselare, 18 ottobre 1708) è stato un generale olandese, cugino di secondo grado del re Guglielmo III d'Inghilterra nonché Signore di Ouwerkerk e Woudenberg nei Paesi Bassi, gli inglesi lo chiamarono Lord Overkirk o Count Overkirk.

## Biografia
Nato da Luigi di Nassau-Beverweerd (figlio illegittimo di Maurizio di Nassau) e da sua moglie Isabella van Hoorn, Auverquerque venne battezzato il 16 dicembre 1640. Sposò Frances van Aerssen van Sommelsdijk a L'Aia il 2 ottobre 1667.  Ricevuto il titolo di Conte di Nassau (graaf van Nassau) dall'imperatore Leopoldo I nel 1679, si unì a Guglielmo III nell'invasione dell'Inghilterra del 1688, e venne nominato dal re Master of the Horse l'anno seguente.  Egli risiedette a Londra, a Overkirk House, che successivamente divenne parte di 10 Downing Street.
Auverquerque fu uno dei generali di maggior fiducia del Duca di Marlborough, e guidò l'ala sinistra dell'armata di Marlborough sia nella Battaglia di Ramillies che in quella di Oudenaarde. Ricevette la nomina a maresciallo di campo nel 1704.
Auverquerque morì il 18 ottobre 1708 a Roeselare nell'attuale Belgio e venne sepolto ad Ouderkerk aan den IJssel nei Paesi Bassi. La sua vedova continuò a vivere ad Overkirk House fino alla sua morte avvenuta nel 1720.

## Famiglia
Il futuro Lord Auverquerque sposò Frances van Aerssen van Sommelsdijck (m. 1720), figlia di Cornelius, Signore di Sommelsdijk, a L'Aia il 2 ottobre 1667. Ebbero otto figli, incluso cinque figli maschi, di cui due si sposarono ed ebbero figli.
I loro figli includono:

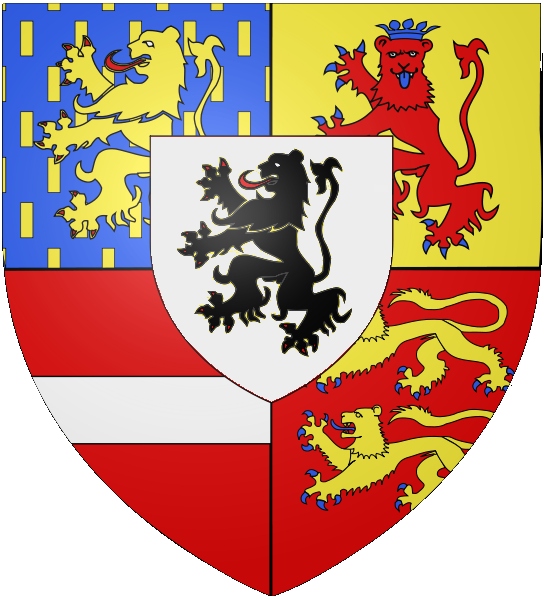
Stemma dei Conti di Nassau-den Lek e Ouwerkerk.

- Contessa Isabella van Nassau (batt. 20 aprile 1668, morta di parto il 30 gennaio 1692 a Londra) sposò il 10 marzo 1691, Charles Granville, Lord Lansdown, in seguito II conte di Bath (batt. 31 agosto 1661, m. suicida il 4 settembre 1701), vedovo di Lady Martha Osborne, figlia del I Duca di Leeds, e figlio ed erede di John Granville, I conte di Bath. Suo marito si suicidò il 4 settembre 1701, poco dopo aver ereditato il titolo il 2 agosto 1701. Fu sepolto con suo padre il 22 settembre 1701 a Kilkhampton. Suo figlio William Henry Granville (30 gennaio 1692 - 1711) diventò il III conte di Granville, ma morì giovane all'età di 19 anni di vaiolo.[2]
- Lodewijk van Nassau (1669–1687)
- Lucia van Nassau (1671–1673)
- Henry Nassau d'Auverquerque, I conte di Grantham (1673–1754) i cui due figli premorirono al padre, rendendo suo nipote Hendrik suo erede nel 1730.
- Cornelis van Nassau, Heer van Woudenberg (1675–1712), annegò nella Battaglia di Denain
- Conte Willem Maurits van Nassau, Heer van Ouwerkerk (1679–1753) sposò sua cugina Charlotte van Nassau (c. 1677-1708), ed ebbe figli, un maschio e due femmine
  - Conte Hendrik van Nassau, denominato Visconte Boston (1710-10 ottobre 1735) che diventò erede di suo zio, il II Conte di Grantham, e come tale fu noto come Visconte di Boston.[3]
- Frans van Nassau (1682–1710), morì nella Battaglia di Almenara
- Lucia Anna van Nassau (1684–1744) sposò l'11 febbraio 1705 Nanfan Coote, II conte di Bellomont, ed ebbe figli, una femmina Lady Frances Coote. Questa, a sua volta, sposò Sir Robert Clifton, V Baronetto, di Clifton Hall, MP (1690–1767), ed ebbe una figlia Frances Clifton (m. 8 novembre 1786) che sposò George Carpenter, III Barone Carpenter, poi I conte di Tyrconnel (1723–1762) ed ebbe molti figli.

## La sua carriera militare
1674: presente alla battaglia di Seneffe.
1678: presente alla battaglia di St. Denis, nella quale salvò la vita a Guglielmo III.
1693: presente alla battaglia di Neerwinden.
1705: comandante dell'esercito olandese durante la rottura delle Lines of Brabant alla Battaglia di Elixheim.
1706: comandante dell'ala sinistra alla battaglia di Ramillies, e maggior artefice della vittoria.
1708: comandante dell'ala sinistra alla battaglia di Oudenaarde.
1708: si ammalò durante l'assedio di Lille e morì 4 giorni dopo, in un accampamento nelle vicinanze di Roeselare.

## Ascendenza
|                                     |                     |                                    | Genitori                          |  |  | Nonni |  |  | Bisnonni                |  |  | Trisnonni                            |  |
|                                     |                     |                                    |                                   |  |  |       |  |  | 8. Guglielmo I d'Orange |  |  | 16. Guglielmo I di Nassau-Dillenburg |  |
|                                     |                     |                                    |                                   |  |  |       |  |  | 8. Guglielmo I d'Orange |  |  | 16. Guglielmo I di Nassau-Dillenburg |  |
|                                     |                     | 17. Giuliana di Stolberg           |                                   |  |  |       |  |  | 8. Guglielmo I d'Orange |  |  |                                      |  |
| 4. Maurizio di Nassau               |                     |                                    |                                   |  |  |       |  |  | 8. Guglielmo I d'Orange |  |  |                                      |  |
|                                     |                     | 9. Anna di Sassonia                | 18. Maurizio I di Sassonia        |  |  |       |  |  |                         |  |  |                                      |  |
|                                     |                     | 9. Anna di Sassonia                | 18. Maurizio I di Sassonia        |  |  |       |  |  |                         |  |  |                                      |  |
|                                     |                     | 9. Anna di Sassonia                | 19. Agnese d'Assia                |  |  |       |  |  |                         |  |  |                                      |  |
| 2. Luigi di Nassau-Beverweerd       |                     | 9. Anna di Sassonia                |                                   |  |  |       |  |  |                         |  |  |                                      |  |
|                                     |                     | 10. Cornelis van Mechelen          | 20. Floris van Mechelen           |  |  |       |  |  |                         |  |  |                                      |  |
|                                     |                     | 10. Cornelis van Mechelen          | 20. Floris van Mechelen           |  |  |       |  |  |                         |  |  |                                      |  |
|                                     |                     | 10. Cornelis van Mechelen          | 21. Antoinette de Gottignies      |  |  |       |  |  |                         |  |  |                                      |  |
| 5. Margaretha van Mechelen          |                     | 10. Cornelis van Mechelen          |                                   |  |  |       |  |  |                         |  |  |                                      |  |
|                                     |                     | 11. Barbara van Nassau-Corroy      | 22. Paulus van Nassau van Merwe   |  |  |       |  |  |                         |  |  |                                      |  |
|                                     |                     | 11. Barbara van Nassau-Corroy      | 22. Paulus van Nassau van Merwe   |  |  |       |  |  |                         |  |  |                                      |  |
|                                     |                     | 11. Barbara van Nassau-Corroy      | 23. Margaretha van Lier           |  |  |       |  |  |                         |  |  |                                      |  |
| 1. Enrico Nassau, Lord Auverquerque |                     | 11. Barbara van Nassau-Corroy      |                                   |  |  |       |  |  |                         |  |  |                                      |  |
|                                     | 12. Johan van Horne | 24. Philip van Horne               |                                   |  |  |       |  |  |                         |  |  |                                      |  |
|                                     | 12. Johan van Horne | 24. Philip van Horne               |                                   |  |  |       |  |  |                         |  |  |                                      |  |
|                                     | 12. Johan van Horne | 25. Clara van Renesse              |                                   |  |  |       |  |  |                         |  |  |                                      |  |
| 6. Willem Adriaan I van Horne       | 12. Johan van Horne |                                    |                                   |  |  |       |  |  |                         |  |  |                                      |  |
|                                     |                     | 13. Anna van Vlodrop               | 26. Balthasar van Flodrop         |  |  |       |  |  |                         |  |  |                                      |  |
|                                     |                     | 13. Anna van Vlodrop               | 26. Balthasar van Flodrop         |  |  |       |  |  |                         |  |  |                                      |  |
|                                     |                     | 13. Anna van Vlodrop               | 27. Catharina van Bylandt         |  |  |       |  |  |                         |  |  |                                      |  |
| 3. Isabella von Horne               |                     | 13. Anna van Vlodrop               |                                   |  |  |       |  |  |                         |  |  |                                      |  |
|                                     |                     | 14. Philips II van der Meeren      | 28. Wouter van der Meeren         |  |  |       |  |  |                         |  |  |                                      |  |
|                                     |                     | 14. Philips II van der Meeren      | 28. Wouter van der Meeren         |  |  |       |  |  |                         |  |  |                                      |  |
|                                     |                     | 14. Philips II van der Meeren      | 29. Catharina van Nassau          |  |  |       |  |  |                         |  |  |                                      |  |
| 7. Elisabetta van der Meeren        |                     | 14. Philips II van der Meeren      |                                   |  |  |       |  |  |                         |  |  |                                      |  |
|                                     |                     | 15. Wilhelmina van Beieren-Schagen | 30. Willem II van Beieren-Schagen |  |  |       |  |  |                         |  |  |                                      |  |
|                                     |                     | 15. Wilhelmina van Beieren-Schagen | 30. Willem II van Beieren-Schagen |  |  |       |  |  |                         |  |  |                                      |  |
|                                     |                     | 15. Wilhelmina van Beieren-Schagen | 31. Elisabeth van Bronckhorst     |  |  |       |  |  |                         |  |  |                                      |  |
|                                     |                     | 15. Wilhelmina van Beieren-Schagen |                                   |  |  |       |  |  |                         |  |  |                                      |  |